# Traiania triangularis
Traiania triangularis is een hooiwagen uit de familie Zalmoxioidae.